# Broadway Danny Rose
Pour plus de détails, voir Fiche technique et Distribution.
Broadway Danny Rose est un film américain de Woody Allen, sorti sur les écrans en 1984.

## Synopsis
Dans un restaurant, un petit groupe d'artistes se remémore les affaires du pathétique Danny Rose, piètre imprésario flanqué d'improbables vedettes.

## Fiche technique
- Titre : Broadway Danny Rose (titre identique en français)
- Réalisation : Woody Allen
- Scénario : Woody Allen
- Musique : compositeurs divers
- Directeur de la photographie : Gordon Willis
- Montage : Susan E. Morse
- Décors : Mel Bourne (en)
- Production : Robert Greenhut
- Société de production : Orion Production Corporation
- Pays :  États-Unis
- Durée : 84 minutes
- Genre : comédie
- Langue : Anglais
- Format : Noir et Blanc
- Budget : 8 000 000 $ (estimation)
- Tous publics
- Dates de sortie :
  - Canada et États-Unis : 27 janvier 1984
  - France : 19 mai 1984

## Distribution
- Woody Allen (VF : Bernard Murat) : Danny Rose
- Mia Farrow (VF : Élisabeth Wiener) : Tina Vitale
- Nick Apollo Forte (VF : Alain Dorval) : Lou Canova
- Sandy Baron (VF : Bernard Tiphaine) : lui-même
- Corbett Monica (VF : Michel Beaune) : lui-même
- Jackie Gayle (VF : Roger Lumont) : lui-même
- Morty Gunty (VF : Jacques Ferrière) : lui-même
- Will Jordan (VF : Sady Rebbot) : lui-même
- Howard Storm (VF : Mario Santini) : lui-même
- Jack Rollins (VF : Serge Sauvion) : lui-même
- Milton Berle : lui-même
- Craig Vandenburgh (VF : Daniel Gall) : Ray Webb
- Herb Reynolds (VF : Guy Piérauld) : Barney Dunn
- Paul Greco (en) (VF : Hervé Bellon) : Vito Rispoli
- Frank Renzulli : Joe Rispoli
- Edwin Bordo (VF : Michel Paulin) : Johnny Rispoli
- Gina DeAngelis (VF : Paule Emmanuèle) : la mère de Johnny
- Sandy Richman (VF : Annie Balestra) : Teresa
- Gerald Schoenfeld (VF : Jean-Claude Balard) : Sid Bacharach
- Olga Barbato (VF : Françoise Giret) : Angelina
- David Kissell (VF : Serge Sauvion) : Phil Chomsky
- Bob Weil (VF : Philippe Dumat) : Herbie Jayson
- David Kieserman (VF : Roger Lumont) : Ralph, le patron du cabaret
- Herschel Rosen (VF : Albert de Médina) : le mari de la dame hypnotisée
- Joe Franklin (VF : Jacques Deschamps) : lui-même
- Maggie Ranone : la fille de Lou
- Julia Barbuto (VF : Marie Francey) : l'amatrice de poissons tropicaux
- Tony Turca (VF : Pierre Garin) : Rocco
- Gilda Torterello (VF : Monique Martial) : Annie
- Ronald Maccone (VF : Philippe Ogouz) : Vincent alias "Vinnie"
- Antoinette Raffone : la femme de Vincent

## Autour du film
- Mia Farrow porte des lunettes de soleil, car Woody Allen voulait montrer Tina Vitale comme une femme italienne au caractère trempé. La seule séquence où elle n'en porte pas, elle paraît en effet beaucoup plus vulnérable.
- Le rôle de Lou Canova a d'abord été proposé à Sylvester Stallone.
- Le tournage a eu lieu en 1982 dans le New Jersey et à New York. Certaines scènes ont été tournées dans le restaurant Carnegie Deli à Manhattan.
- Le film a été nommé pour deux Oscars: celui du meilleur réalisateur et celui du meilleur scénario original